# モーリス・ユトリロ
モーリス・ユトリロ（Maurice Utrillo, 1883年12月26日 - 1955年11月5日）は、近代のフランスの画家。生活環境に恵まれなかったが、飲酒治療の一環として行っていた描画が評価され、今日に至る。母親であるシュザンヌ・ヴァラドンもまた画家であったが、彼らはそれぞれ違った方法で自分たちの絵画のあり方を確立している。7歳の時、スペイン人の画家・美術評論家ミゲル・ウトリーリョに認知されて、「モーリス・ユトリロ」と改姓した（後述）。

## 概要
ユトリロは、エコール・ド・パリの画家のなかでは珍しく生粋のフランス人だったという（後述）。
彼の作品のほとんどは風景画、それも、小路、教会、運河などの身近なパリの風景を描いたものである。ありふれた街の風景を描きながら、その画面は不思議な詩情と静謐さに満ちている。特に、壁などの色に用いられた独特の白が印象的である。第二次世界大戦後まで余命を保つが、作品は、後に「白の時代」といわれる、アルコールに溺れていた初期のものの方が一般に評価が高い。パリ郊外のサノワにはモーリス・ユトリロ美術館がかつて存在した。またモンマルトルにある墓には献花が絶えない。

## 生涯

### 出生
1883年12月、パリ・モンマルトルの丘の麓に位置するポトー街8番地にて、午後1時頃シュザンヌ・ヴァラドンの私生児として生まれ、モーリスと名付けられる。彼が生まれた時、母親は針子をしながらも既に画家として活動していた。そのため、息子モーリスは身体が弱く情緒不安定であったにもかかわらず、シュザンヌは息子の世話を母親マドレーヌに任せた。2歳の頃、モーリスはてんかんの発作に見舞われ、その後も後遺症が残った。

### 学生時代

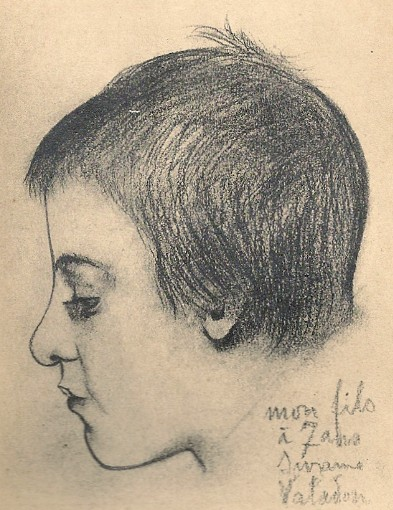
ユトリロ7歳、母シュザンヌによるデッサン

就学しても学校に馴染めず、公立学校から別の学校に転校している。この頃、母ヴァラドンは画家として成功しており、息子モーリスをラバ街のフレスネルという私立学校に入れている。7歳の時、スペイン人の画家・美術評論家ミゲル・ウトリーリョ・イ・モルリウスが、モーリスを自分の息子として認知し、「モーリス・ヴァラドン」は「モーリス・ユトリロ」に改姓された。また、ヴァラドンはそのミゲルを通じてエリック・サティと愛人関係を結ぶが、数か月でその関係も終わる。モーリス・ユトリロが8歳のときヴァラドンは息子を精神病のため病院へ連れて行く。1894年半ばからヴァラドンは布地商であるポール・ムージスと同棲し、11月にコルトー街2-4番地に引っ越す。ここでヴァラドンは自宅にアトリエを構え、絵画に専念するようになる。ムージスのおかげでユトリロとヴァラドンは安定した生活を得る。1896年にムージスとヴァラドンは18区の役所にて結婚。またムージスの財力によりユトリロをピエールフィットのモランという私立小学校の寄宿舎に預け、この町のサン＝ドニ通り18番地に家を借り、毎週日曜日にヴァラドンとムージスはモーリス・ユトリロの元を訪れた。オーベルヴィリエで初等教育の修了証書を得た。その後パリ市内トリュデーヌ大通りのロラン中学第五学級に入学し、ピエールフィットの祖母の家から通った。ユトリロは優秀な成績を収めていたが、最高学年に進んだ際問題を多々起こし、中学を退学した。

### 若年期

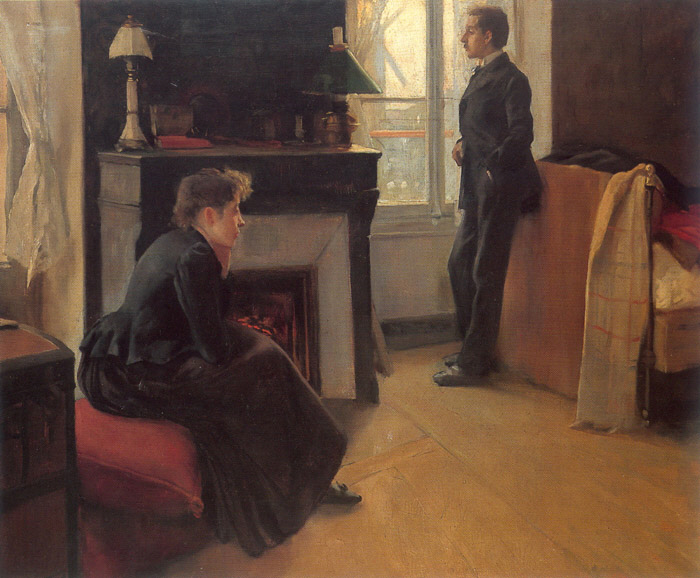
サンティアゴ・ルシニョールによる『夏の夕立』（1891年）。ヴァラドンとミゲルがモデルとなっている。

1900年2月、ムージスのお陰で臨時雇いの外交員の職を得るが、4か月しか持たなかった。また他の仕事もユトリロの気難しさと激情、そしてアルコール依存症の悪影響によって暴力が増え、一家は1901年にモンマニーとピエールフィットに近いサルセルに転居せざるを得なくなった。しかし引っ越した後もユトリロはアルコール依存が悪化した。この頃ムージスがモンマニーのパンソンの丘の上に小さなブドウ畑を手に入れ、そこに4階建ての館を建てた。1902年ユトリロはモンマルトルの丘の上にあるコルトー街2番地に住み着く。この頃から水彩画を描く練習を始めた。エトランジェ医師はヴァラドンに彼が興味を持ったことはやりたいようにさせることを勧めた。ユトリロは最初から真剣にやろうとはしなかったが、一家でモンマニーに滞在した際、最初の風景画を制作した。しかしアルコール依存症は酷く、彼の精神は蝕まれていった。1904年の初頭にポール・ムージスに連れられて、パリのサン＝タンヌ精神病院に入院した。これがきっかけでヴァラドンとムージスの間に溝が生まれ、後の1909年二人は破局を迎える。5月に症状の改善が見られたユトリロはモンマニーに戻り、周囲を驚かせるほど穏やかであったという。

### 画家としての出発
病院をでたユトリロはこの頃、モンマニー周辺のモンマルトルで絵を描き始め、自分の進路を絵画に定めた。ヴァラドンも息子の絵に助言をしたが、基本的にユトリロは独学で絵を描いた。当時の技法は小さなボードの上にピサロやシスレーが用いた印象派独特の点描技法で厚く絵具を置くものだった。デッサンについてはまだ、特別な構図を追求しなかった。この頃の作品に『モンマニー風景』（1905年頃、リヨン美術館所蔵）と『屋根』（1906年、国立近代美術館所蔵）がある。同時期にユトリロは2歳年下のアンドレ・ユッテルと交流し意気投合する。

### 印象派時代
ユトリロとユッテルはモンマルトルの丘に絵を描きに行ったり、共に飲みに行ったりしていた。この頃ポール・ムージスとの仲が冷めつつあったヴァラドンは、ユトリロの仲介でユッテルと知り合う。ユトリロは画家であることによって肉体的にも精神的にも監禁状態から解放されていた。1907年から1908年にかけての彼の絵画はシスレーの回顧展の影響を受けつつ、それ以上に画面の奥行きの追及や堅牢さを獲得した線、深められたデッサンなどの独自の構図を築いた。絵画は厚塗りのままだったが、白からマチエールが生まれた。一方で当時の彼には画商はついておらず、自身も自分の作品を売ろうとは考えていなかった。

### 白の時代
この頃がモーリス・ユトリロの画家としての絶頂期として高く評価されている。1909年の春、翌年モーリスの画商となったルイ・リボートが最初の買い手として現れる。
これ以前にもモーリスは売ってくれる者であれば誰にでも絵画を売り渡したが、画商としてではなかった。リボートはクロヴィス・サゴの画廊を訪れ、ユトリロの作品に目を留め、ヴァラドンに絵画の売買が可能か否か問い合わせた。この時代はユトリロが初期のパリとランスの大聖堂を描いていた時代であった。リボートは委託販売をしていたサゴに手数料を払うよりも、シュザンヌと直接取引をしたがった。1909年ユトリロはサロン・ドートンヌに2点出品した。これがユトリロの作品が世に出た初めての展覧会であった。このうち一つが彼の代表作の一つであるノートルダム橋であった。同年ヴァラドン＝ムージス夫妻が破局を迎えた。ユッテルとヴァラドンはムージスのアパルトマンの真向かいに位置するコルトー街12番地のアトリエを独占したが、年内にユトリロとクロー婆さんと共にモンマニーのパンソンの丘の館に移住した。ムージスはこの頃離婚の手続きを開始し、ヴァラドンの一切を拒絶した。
そのためモンマニーに移り住んだ一家は経済問題に直面することとなる。ヴァラドンもユトリロもユッテルも収入が全くなかった。一時期はユトリロを石膏採掘場に労働に行かせたが、公衆の面前で大暴れし警察沙汰になり終わった。ユッテルはユトリロの冒した失態の仲裁を務めた。また時間があったときはユトリロは自身の描いた絵を売ろうとした。ルイ・リボードはユトリロの才能を理解していた。モンマルトルの作品倉庫で半ダースほどの作品の購入、転売に成功し利益を得た。1911年ヴァラドン側の過失としてポール・ムージスとシュザンヌ・ヴァラドンとの間の離婚がセーヌ県裁判所控訴院で確定したにもかかわらず、ヴァラドンはパンソンの丘の館とコルトー街のアトリエを保持した。一方ユトリロはアルコールの影響を受け続け、泥酔した際にそのこと自体と猥褻の罪で起訴され、罰金刑を受けている。この年の秋にユトリロは、セザール・ゲイという元警察官と知り合う。彼は「カス＝クルート」という酒場を開くと同時にマリー・ヴィズィエが経営していた「ベル・ガブリエル」という店を所有していた。ユトリロはそこに出入りし飲食するだけではなく、二人は彼に店の奥で絵を描くことを許した。完成した絵はゲイが自分のカフェのホールに掛け、それが好評を博し、芸術家としてモンマルトル一帯に認知されるようになった。
1912年にリボードはユトリロの絵画の価値が急上昇したため専属契約を交わし、ささやかな規則的報酬と引き換えにした。これは一家の経済的安定をもたらしたが、同時にユッテルが自身の道を諦め、ヴァラドンと共にユトリロの絵画に利益を見出そうとする。そのためリボードとヴァラドンの対立が発生した。4月にフランソワ・ジュルダンの計らいでユトリロはドリュエ画廊にて6点の作品を展示した。リボードはユトリロが利益を彼にもたらしたことで、ユトリロの制作を注文して作らせ制御下におこうとした。ヴァラドンはこれに対抗しようとしたがうまくはいかなかった。4月末から5月の初めにかけてユトリロの健康状態は悪化した。アドルフ・タバランはリボードのもとを訪れ、責任を持って芸術家を病院に入れるように促したが、リボードはそれを拒否した。そのためリボードとヴァラドンの関係がさらに悪化し、最終的にリボードはモーリスの入院費用を支払うこととなった。サノワのルヴェルテガのもとに受け入れられ、すぐに健康を回復した。入院中ユトリロは、精神障害者を一時的に居住者として扱う病院の「オープン＝ドア」システムのおかげで病院を出ることが許された。彼は芸術家だったためルヴェルテガ博士は絵を描くことを勧め、ユトリロは多くの絵を描いた。治療は効果的で、7月末に一家の友人の提案でブルターニュに行くことを医師は認めた。ルイ・リボードはそれを知ると契約内容をユトリロに迫った。ユトリロは提案者である友人リッシュモン・ショドワ、ヴァラドン、ユッテルと共にウェサン島で2か月以上休暇を過ごした。そこでもユトリロは絵を描いたが、リボードの提案である「1か月に6枚以上描かない」のため、12枚以下の風景および2点の小さなカルトンしか描かなかった。ヴァラドンは息子の作品のサインを偽造したが、買い手も気づいていた。10月末に全員がパリに戻った。
ユトリロはサロン・ドートンヌに参加し、「サノワの通り」と「コンケの通り」の2点を出品した。しかし12月に再びユトリロの健康状態が悪化し、サノワの診療所に再入院した。その結果、1913年の大部分をここで過ごすこととなる。一方で、サロン・デ・ザルティスト・アンデパンダンにユトリロの作品は出品され、ヴァラドンとユッテルは自分たちも各々で展覧会に参加する一方で、ユトリロの発表の面倒も見た。ユトリロの作品をほぼ独占したリボードは、8区のリシュバンス街11番地にあるウジェーヌ・ブロ画廊でユトリロ最初の個展を開催した。この展覧会では1912年から1913年までに制作された31点を1913年5月26日から6月1日まで展示した。しかしこの展示会は失敗し、ユトリロが多作であることが原因だと考えたリボードは、月6点以上描かないようヴァラドンに手紙を送った。日にちは遅れたが、10月にユトリロ、ヴァラドン、ユッテルはコルシカ島に出発した。そこでコルシカ高地のベルゴデールに滞在し、20点ほどの作品を描き上げた。それらはムラト教会、ピエディクローチェ修道院、チント山腹の修道院、コルトの通りなどを描いたものだった。
コルシカ島から帰った直後、ユトリロはヴァラドンを通じて画商のマルセイユと知り合った。マルセイユはリボードの物と比較してユトリロに好条件な契約を提案し、それはすぐに成立した。ユトリロはこの収入でモンマルトルの丘にて酒場を回ったが、その結果再度ルヴェルテガ博士の診療所で治療を受けることとなった。ユトリロは1914年の前半をサノワで過ごし、絵を描き続けた。また買い手も見つかった。3月2日には「熊の皮」（La Peau de l'Ours）という競売で、アンリ・ボードワンによって競売にかけられた。リボードはこの時またユトリロたちとの関係を取り戻そうとしたが、かつてとは違いユトリロが外に出ないことを望むようになった。6月15日、ドルーはユトリロの作品をホテル・ドルオに出品するが失敗し、10点もの作品を買い戻すこととなった。この結果と今まで行った過度の干渉によりリボードとヴァラドンとユッテルとの間で決定的な決裂が生まれ、契約が破棄された。この結果ユトリロは安定した収入を失った。彼はルヴェルテガ博士の診療所を出た後軍隊に志願したが、8月29日医学的理由で兵役を免除された。9月1日ヴァラドンとユッテルは結婚したが、その月の末にユッテルは従軍した。ユトリロはまた酒場に入り浸るようになった。この「白の時代」に、ユトリロは数百点に及ぶ作品を残している。

### 色彩の時代

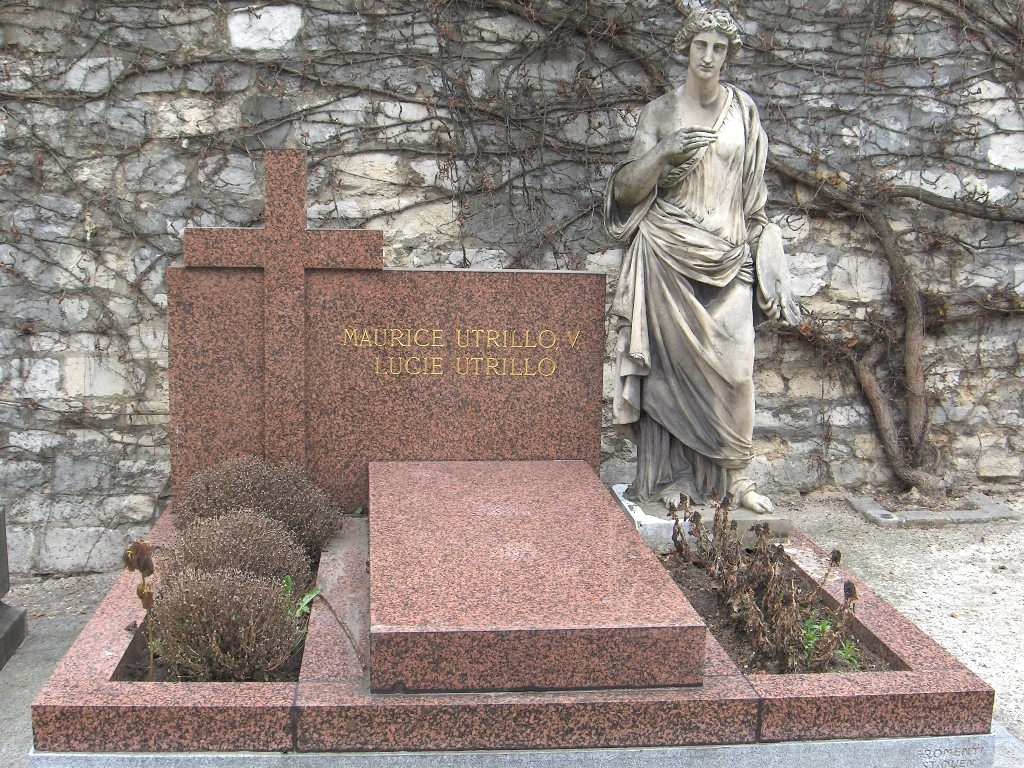
パリ、モンマルトルにあるサン＝ヴァンサン墓地の墓標。妻と共に眠る。

この10年間でユトリロは、かつて「白の時代」に使われた光と明暗法の調和によって生み出されるコンポジションの統一感から、硬く乾いた黒い輪郭線で絵画空間を構成したフォルムの幾何学化によってモチーフ間のバランスを保つ「色彩の時代」へと移行した。
ユトリロは1914年の末に暴行と器物損壊で逮捕され、18区の警察に連行された。その後サン＝タンヌ精神病院での3週間の拘束の後に、ヴィルジュイフの精神病院に移送された。1915年1月18日に退院したが、その直後軍部によってアルジャンタンに召集された。しかし1月20日に医学的検査の結果「精神病」によって兵役免除となった。ユトリロはセザール・ゲイの店の奥で色彩の調和を探求した。
1915年6月20日、クローが85歳で死去した。ユトリロは一年中絵を描くと共に酒を飲み、騒ぎを起こしたため、休暇中のユッテルに連れられてヴィルジュイフの病院に12月27日入院した。そこでユトリロは10か月以上の監禁生活を送り、1916年11月8日にコラン医師により退院を許された。ヴァラドンは彼女の絵のモデルをしていたガビーという女性とユトリロを結婚させようとしたが、この望みは叶わなかった。この時期ユトリロの作品はより評価されるようになった。1917年5月のベルナイム＝ジュヌの画廊で開かれたグループ展にて、彼の作品は数枚出品された。ドルーはリボードに代わりユトリロの画商の筆頭となり、ポワソニュ街70番地の一室を彼に貸し与えた。

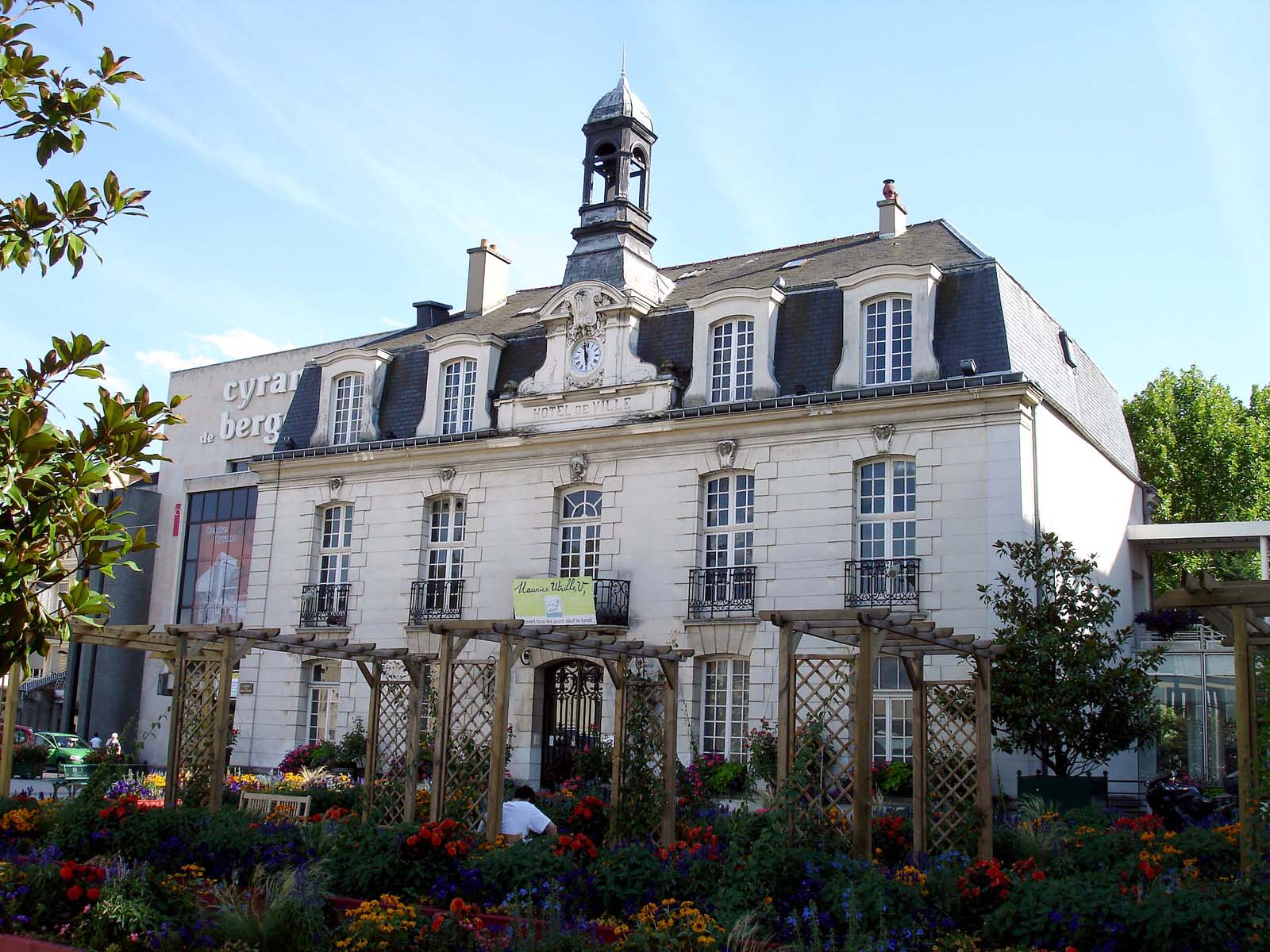
サノワのモーリス・ユトリロ美術館

## 人物像

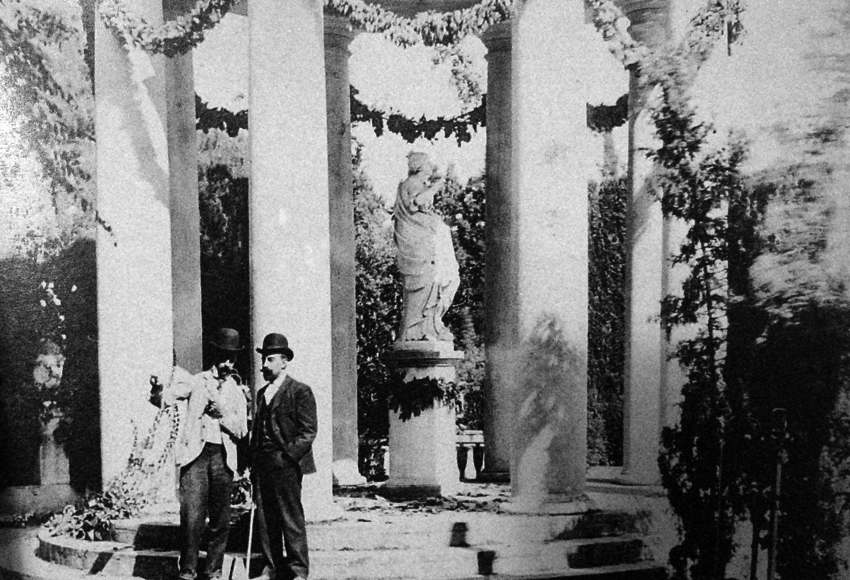
ミゲル・ウトリーリョとジュアン・マラガイ、1898年 - Parc del Laberint d'Horta（バルセロナ県、カタルーニャ州、スペイン）

ユトリロは壮年まではヒゲがトレードマークであったが、晩年はそのヒゲを剃った。

### 父親について
モーリス・ユトリロの実父については、前述のミゲル・ウトリーリョは養父で、実父は酒飲みのボァッシイという人物という説、シュザンヌがモデルを務めていた画家のルノワールという説など、諸説あり、真偽の程は判明していない。ただし、書類上は母の恋人の一人であるカタルーニャ人の画家・美術評論家ミゲル・ウトリーリョが父とされている。1889年の万博の際、母シュザンヌ・ヴァラドンは、かつての恋人であった前述のミゲル・ウトリーリョ・イ・モルリウスとの仲を修復した。さらに1891年1月27日、モーリスが7歳のときにこの男に息子として認知され、「モーリス・ヴァラドン」は「モーリス・ユトリロ」に改姓された。しかし、モーリスは生涯この法律上の父に会うことはなかった。なお、母シュザンヌは恋多き女で、ロートレックやサティとも付き合いがあり、その後も資産家のポール・ムージスと結婚し、後にモーリスの友人であり、モーリスよりも年少である画家志望のアンドレ・ユッテルと再婚した。

### 精神病
8歳の頃母親に連れられて初めて小児科医に診断された。そこで精神薄弱と診断され、専門病院に入れることを勧められるが、プライドの高いシュザンヌはそうせずユトリロは祖母の元に戻ることとなった。ポール・ムージスは1904年初頭、ユトリロを精神病院に強制収容するため地区内の医者のウィレット博士を招き、入院をしやすくするための診断書を書かせた。診断書と2人の証人と共にムージスはクリニャンクール地区の警察署にて署長からユトリロが精神病患者で放置するには危険という旨を宣言する調書を作らせた。ユトリロはそこで留置所の医務室に拘束され、直後にパリのサンタ＝タンヌ精神病院に移送された。1903年、サン＝タンヌ精神病院で初めての自殺未遂を冒した。1904年5月中旬、ヴァロン博士がユトリロの病状が改善し、家族のもとで暮らせるということでユトリロはモンマニーに戻った。

### アルコール依存症
ユトリロのアルコール依存症は祖母のマドレーヌにも原因がある。彼女自身も酒には目がなく、一種の精神安定剤として孫に酒を飲ませていた。その結果ユトリロは17から18歳でアルコール依存症に対する治療を始めることになった。また、1904年にユトリロを診察したウィレット博士の手記によると、ユトリロの父親がアルコール中毒、父方の祖母が自殺していると記されているが、前述の通りユトリロの父親は諸説あり判明していない。ユトリロのアルコールの問題は彼の奇行の原因ともなっている。1911年4月12日に「公道で通行人に性器を露出した」として恥辱罪で逮捕され、5月10日にパリ市更正裁判所第11法廷により泥酔と猥褻の罪で起訴され、「軽犯罪の罰金50フラン、法規違反の罰金50フラン」が課せられた。友人で同じくアルコールに溺れたアメデオ・モディリアーニと共に、居酒屋で赤ワインをリットル単位で飲んでいたため、ユトリロならぬ「リトリロ」というニックネームがつけられた。一方で、同世代の多くの画家がアブサンを愛飲したにもかかわらず、赤ワインのみをひたすら飲み続けたためか、精神はともかく肉体的には健康であり、71歳の長寿を全うした。

## 作風

### 主なテーマ
- オ・ラパン・アジル（ラパン・アジル）
- サクレ・クール寺院とサン＝ピエール教会（英語版）
- ムーラン・ド・ラ・ギャレット
- ミミ＝パンソンの家
- ベルリオーズの家
- サノワ、あるいは嵐の前の静けさ

### 署名
ユトリロは絵画に署名する際、Maurice Utrillo V.と記した。これはかつての姓であったValadonの頭文字であり、自分の母親の喪失を告発するものと考えられている。

### 代表作
- ラパン・アジル（1910年）（パリ、ポンピドゥー・センター）
- コタンの袋小路（1911年）（パリ、ポンピドゥー・センター）
- パリのサント＝マルグリート教会（1911年)（ドイツ、マンハイム市立美術館）
- ラヴィニャン街の眺め（1911 - 1915年）（ニューヨーク、メトロポリタン美術館）
- サン＝セヴランの聖堂（1912年）（ワシントン、ナショナル・ギャラリー）
- パリ郊外（1910年） （倉敷、大原美術館）
- ノルヴァン通（1910年） （名古屋、名古屋市美術館）

## 研究史
1913年の初めての個展の際、アドルフ・タバランが唯一1913年5月13日の『アクシオン』に偽名で展覧会評を書いた。1921年末、フランス新評論よりフランシス・カルコによるユトリロの作品に関する最初の批評的研究書『モーリス・ユトリロとその作品』が出版された。

## ユトリロを扱った作品

### 映画
- モーリス・ユトリロの劇的な人生（監督：ピエール・ガスパール＝ユイ、1947年）
- ユトリロの世界（監督：ジョルジュ・レニエ（英語版）、1954年）